# Antoni de Moragas i Spa
Antoni de Moragas i Spa (Barcelona, 1941) és un arquitecte i dissenyador català. Com a fill d'Antoni de Moragas i Gallissà ha estat sempre molt vinculat a les entitats promotores del disseny, i així, va ser president de l'ARQ-INFAD entre el 1992 i el 1996.

## Biografia
Doctorat en Arquitectura per l'Escola Tècnica Superior d'Arquitectura de Barcelona (1972), els seus primers treballs els va realitzar als estudis de Ricardo Bofill, MBM Arquitectes i Vittorio Gregotti.
A més d'exercir com a arquitecte, treballà també en el disseny d'interiors i el disseny i mobiliari. Compaginà aquesta feina amb la docència i ha impartit classes a l'Escola Tècnica Superior d'Arquitectura de Barcelona, l'Escola Eina i l'Escola d'Arquitectura La Sapienza de Roma.
La seva obra ha estat guardonada amb diversos premis, i s'hi pot destacar la remodelació del Convent de Sant Agustí Vell o la Piscina Municipal de Montjuïc de Barcelona. Entre els seus dissenys destaca el llum de sostre Vaghe Stelle.